# 松本淳一
松本 淳一（まつもと じゅんいち、1973年4月20日 - ）は、日本の作曲家、編曲家、キーボード奏者。

## 経歴
北海道釧路市出身。北海道釧路湖陵高等学校、国立音楽大学作曲学科卒業。
映画音楽、ドラマ、CM、コンテンポラリー・ダンス、Jpopなど、様々なフィールドの音楽を手がける。第37回日本アカデミー賞・優秀音楽賞を『そして父になる』で受賞。2011エリザベート王妃国際音楽コンクール作曲部門ファイナリスト賞受賞。作編曲ピアノ等を本人が担当し、テルミン奏者トリ音、オンド・マルトノ奏者久保智美と変則ユニット「MATOKKU」を結成。アイスランド芸術大学大学院作曲修士課程に留学。第91回日本音楽コンクール作曲部門第2位受賞後、芥川也寸志サントリー作曲賞へノミネート。第93回日本音楽コンクール作曲部門第1位。

## 主要作品

### 映画
- そして父になる (2013)[4]
- くるみ割り人形 (2014)[9]
- 天の茶助 (2015)
- ハピネス (2017)
- Mr.Long/ミスター・ロン (2017)
- めがみさま (2017)[10]
- ハッピー・メール（2018）[11]
- jam（2018）[12]
- DANCING MARY ダンシング・マリー（2019）
- 魔進戦隊キラメイジャー エピソードZERO（2020）
- 砕け散るところを見せてあげる（2020）[13]
- NO CALL NO LIFE(2021)[14]
- 魔進戦隊キラメイジャー THE MOVIE ビー・バップ・ドリーム（2021）[15]
- 魔進戦隊キラメイジャーVSリュウソウジャー（2021）[16]

### テレビアニメ
- 魔法使いの嫁（2017）[17][18]
- プランダラ（2020）[19]
- 死亡遊戯で飯を食う。（2026）[20]

### OVA
- 魔法使いの嫁 星待つひと (2016-2017)

### ドラマ
- 今日の日はさようなら - 日テレ24時間テレビドラマスペシャル(2013)
- 廃墟の休日 - テレビ東京(2015)
- W県警の悲劇 - BSテレビ東京(2019)
- トリプルミッション!!! 女優たちの夢、ドラマにしました - 「8：2」「ムショラジ」「BUDLUCK」-ひかりTVdTVチャンネルAmazonプライム・ビデオ(2020)[21]
- 魔進戦隊キラメイジャー - テレビ朝日系(2020)[1]
- ネット興亡記 - テレビ東京系（2020）[22]
- JAM -the drama- ABEMA (2021)[23]

### コンテンポラリ・ダンス等
- 新国立劇場バレエ団「『竜宮 りゅうぐう』～亀の姫と季（とき）の庭～」（2020/2021）[24][25]
- 増田セバスチャン×クロード・モネ「箱根ポーラ美術館『Point-Rhythm World 2018 -モネの小宇宙』」（2018年11月期）[26]
- 森山開次×KAAT 「不思議の国のアリス」 (2017/2018)[27]
- MOKK 「地樹なく声、ピリカ」 (2017)[28]
- 俳優座 「巨人伝説」 (2014)[29]
- MOKK 「ヴァニッシング・リム」 (2014)[30]
- 冨士山アネット 「八」 (2012)
- パパ・タラフマラ 「ガリバー＆スウィフト」 (2008) 「僕の青空」 (2006) 「三人姉妹」 (2005)

### その他
- 東京2020パラリンピック開会式「片翼の小さな飛行機」（2021）[31]

### Jpop
- 「花柄」作編曲（安藤裕子「ITALAN」 収録）
- 「至らぬ人々」「さよなら」編曲 （安藤裕子「ITALAN」 収録）
- 「森のくまさん」編曲（安藤裕子「あなたが寝てる間に」収録）[32]
- 「明け星」編曲（チームしゃちほこ「ひまつぶし」収録）[33]
- 「花かんざし」「天窓の星」「ネムのゆめ」「Garland Flag」編曲（真依子「sou-sei」 収録）[34]
- 「傘のさせない路地」編曲（真依子「NHKみんなのうた」2017年6-7月放送）[35]
- 「ISETAN-TAN-TAN」編曲（矢野顕子書き下ろし伊勢丹オフィシャルソング）
- 「リラックマのわたし」編曲（矢野顕子書き下ろしリラックマオフィシャルソング）MATOKKUで参加
- 「500マイル」編曲（「矢野顕子、忌野清志郎を歌う」収録）MATOKKUで参加
- 「多摩蘭坂」編曲（「矢野顕子、忌野清志郎を歌う」収録）MATOKKUで参加

### CM
- 大正製薬[36]
- 名鉄ミューズカード[37]
- アピタピアゴ[36]
- 京都きもの友禅[36]
- レディースアデランス[36]
- ライオン[36]
- 富士通エフサス[36]
- P&G[36]
- 武蔵野銀行[36]
- アメリカンホームダイレクト[36]
- 舞台「パレード」[36]
- イーオンキッズ[38]

### VP
- PANASONIC INDIA[36]
- Canon EOS kiss×7[36]
- ONE PIECE GRAND STORY/電伝虫DISCOVERY TV[36]
- 45th Sony Aquarium（ソニー×美ら海水族館）[36]
- 貝印ブレンディア[36]

### CD
- VOICE（2008年2月20日発売）
- MATOKKU（2013年6月7日発売）
- 0 Canyon（2016年2月5日発売）
- 映画「くるみ割り人形」オリジナルサウンドトラック（2014年11月26日発売）
- 映画「天の茶助」オリジナルサウンドトラック（2015年6月26日発売）
- ドラマ「廃墟の休日」オリジナルサウンドトラック（2015年8月7日発売）
- アニメ「魔法使いの嫁」
  - オリジナルサウンドトラック1（2017年12月20日発売）
  - オリジナルサウンドトラック2（2018年3月28日発売）
- OAV「魔法使いの嫁 星待つ人」 オリジナルサウンドトラック（2018年5月30日発売）
- アニメ「プランダラ」
  - オリジナルサウンドトラック I（2020年4月8日発売）[39]
  - オリジナルサウンドトラックⅡ（2020年6月24日発売）[40]
- 「魔進戦隊キラメイジャー」オリジナルサウンドトラック クリスタルサウンドボックス1（2020年6月10日発売） [1]
- ミニアルバム「魔進戦隊キラメイジャー(1)」（2021年6月10日発売）[41]
- ミニアルバム「魔進戦隊キラメイジャー(2)」（2021年9月23日発売）[42]
- 「魔進戦隊キラメイジャー」おはなしCD（2020年12月2日発売）[43]
- 「魔進戦隊キラメイジャー」オリジナルサウンドトラック クリスタルサウンドボックス2&3（2021年2月10日発売）[44]
- 「魔進戦隊キラメイジャー」全曲集 めっちゃ輝煌(きこう)ぜ!（2021年2月10日発売）[45]

### DVD/Blu-ray
- エレクトーンDVD「オトノキモチ ヒト ツナグ」 (2005年9月24日発売)
- エレクトーンDVD「suisai ONGAKU」（2008年4月8日発売）
- ドラマ「今日の日はさようなら」（2014年1月22日発売）
- 映画「くるみ割り人形」（2015年6月17日発売）
- 映画「天の茶助」（2016年1月8日発売）
- アニメ「魔法使いの嫁」
  - 第1巻（2017年11月29日発売）
  - 第2巻（2018年3月21日発売）
  - 第3巻（2018年5月30日発売）
  - 第4巻（2018年7月25日発売）
- 映画「Mr.Long／ミスター・ロン」（2018年11月7日発売）
- 映画「ハッピーメール」（2019年2月8日発売）
- 映画「jam」（2019年6月19日発売）
- アニメ「プランダラ」 
  - 第1巻（2020年3月25日発売）
  - 第2巻（2020年4月24日発売）
- 映画「魔進戦隊キラメイジャーエピソードZERO」（2020年6月24日発売）

## 受賞歴
- 2024年 - 第93回日本音楽コンクール作曲部門第1位[8]
- 2023年 - 第33回芥川也寸志サントリー作曲賞ノミネート[7]
- 2022年 - 第91回日本音楽コンクール作曲部門第2位[7]
- 2014年 - 第37回日本アカデミー賞・優秀音楽賞（そして父になる）[4]
- 2011年 - エリザベート王妃国際音楽コンクール作曲部門ファイナリスト賞[3]
- 1994年 - インターナショナルエレクトーンコンクール第1位受賞[46]

## 出演
- 2000年  水戸芸術館ACM劇場企画主催公演「彼女が靴をはいた」[47]
- 2006年  サントリーホール小ホールにてマリンバ奏者安倍圭子と共演
- 2007年  サントリーホール小ホールにてオンド・マルトノ奏者原田節と共演
- 2012年  TOKYO M.A.P.S（J-WAVE、六本木ヒルズ共同主催）
- 2012年  松本淳一リサイタル RESONA-BODY ELECTRO 響鳴人体【電気くん。】[48]
- 2013年　「矢野顕子、忌野清志郎を歌う」MATOKKUで出演（東京、所沢公演）
- 2013年  MATOKKUライブ「ヤノさん、マトック園であそぶ」
- 2013年  矢野顕子さとがえるコンサートツアーMATOKKUで出演